# رودلوف أميلونكسين

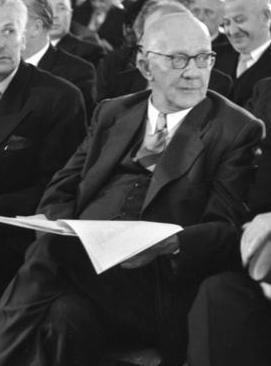
رودلوف أميلونكسين عام 1954

رودلوف أميلونكسين (بالألمانية: Rudolf Amelunxen) (30 حزيران 1888 - 21 نيسان 1969) كان سياسي ألماني من حزب الوسط شغل منصب رئيس وزراء ولاية شمال الراين - فستفاليا بين 23 آب 1946 و 17 حزيران 1947. ولد في كولونيا وتوفي في 21 نيسان 1969 في شمالنبرغ.
من عام 1926 حتى عام 1932 كان الرئيس الإقليمي لمنطقة فيستفالين مونستر، ومع ذلك نزع منه المنصب بعد انقلاب بروسيا. في 5 تموز 1945 عينته الحكومة العسكرية البريطانية رئيسًا على مقاطعة فيستفاليا، وهو منصب احتفظ به حتى اندمجت فستفاليا في ولاية شمال الراين - فستفاليا في عام 1946.

## روابط خارجية
- رودلوف أميلونكسين على موقع مونزينجر (الألمانية)

- السيرة الذاتية لرودلوف أميلونكسين على صفحة تاريخ الولاية